# فالکون (کمیک)
فالکون یا شاهین (به انگلیسی: Falcon) یک شخصیت تخیلی و ابرقهرمانانه در کتاب‌های کامیک می‌باشد. این کاراکتر به دست استن لی و جین کولان خلق شده و در کاپیتان آمریکا شماره ۱۱۷ام (سپتامبر ۱۹۶۹) معرفی شد.
جدا از کتاب‌های کامیک، شرکت مارول از شاهین در دیگر کالاهای خود از جمله پوشاک، اسباب‌بازی، ورق بازی، انیمیشن‌های تلویزیونی و بازی‌های رایانه‌ای استفاده کرده‌است.
آنتونی مکی، نقش فالکون را در فیلم سینمایی کاپیتان آمریکا: سرباز زمستان (سال ۲۰۱۴)، کاپیتان آمریکا: جنگ داخلی(سال۲۰۱۶)و انتقام جویان: جنگ ابدیت(سال۲۰۱۸)بازی کرده است
او که قدرت‌هایش شامل پیوند تلقینی با شاهین دست‌آموز، دیدن از داخل چشم پرندگان نزدیک، پرواز به کمک بال تحت کنترل، مربی توانای پرندگان، رزمی‌کار و آکروبات‌باز حرفه‌ای می‌شود، عضو گروه‌های ابرقهرمانانه‌ای چون انتقام‌جویان، شیلد، مدافعان، قهرمانان برای استخدام و انتقام‌جویان توانا می‌باشد.
در سال ۲۰۱۱، فالکون رتبهٔ ۹۶ام را در لیست بزرگترین قهرمان‌های تاریخ کتاب کمیک آی‌جی‌ان بدست آورد.